# Бахайські сади
Бахайські сади, також тераси віри Бахаї, висячі сади Хайфи — садові тераси навколо храму Баба на горі Кармель у Хайфі, Ізраїль. Сади розташовані в околицях районів Ваді Ніснас (район арабів-християн) і Хадар-Хакармель. Є однією з найвідвідуваніших туристичних пам'яток в Ізраїлі. Архітектор — Фаріборз Сахба з Ірану, інженери-конструктори — Karban and Co з Хайфи. Разом з будівлями Всесвітнього центру Бахаї в Західній Галілеї входять до списку об'єктів Світової спадщини ЮНЕСКО.

## Символіка
Тераси уособлюють перших вісімнадцять учнів Баба, названих «Буквами Живого», хоча жодна конкретна тераса і не пов'язана з окремою буквою.

## Конструкція
Основну геометрію вісімнадцяти терас забезпечують дев'ять концентричних кіл. Подібно до того, як ідентифікація кола передбачає наявність центру, так і тераси були задумані як породжені з храму Баба. Вісімнадцять терас і одна тераса храму Баба в цілому складають дев'ятнадцять терас. Дев'ятнадцять — знакова кількість в релігіях Бахаї і Бабі.
Фаріборз Сахба почав роботу в 1987 році, проектуючи сади і здійснюючи нагляд за будівництвом. Тераси були відкриті для публіки в червні 2001 року. Починаючи з основи, сади простягаються майже на один кілометр вгору по схилу гори Кармель, покриваючи близько 200 000 квадратних метрів землі. Сади з'єднані між собою сходами, з боків яких два потоки води спускаються по схилу гори через сходи і мости тераси.
У садах є елементи перських райських садів, які ізолюють ділянку від шуму навколишнього середовища і з'єднують будівлі Всесвітнього центру Бахаї на горі Кармель.

## Вода та екологія
Система зрошення включає комп'ютер, який, ґрунтуючись на отриманих метеорологічних даних, керує сотнями клапанів для розподілу води по садах шляхом розбризкування і капання. Це відбувається вночі і рано вранці, щоб уникнути втрати води через випаровування. Вода, яка тече вздовж сходів, циркулює в замкнутій системі всередині кожної тераси, тому втрати води мінімальні.

## Галерея

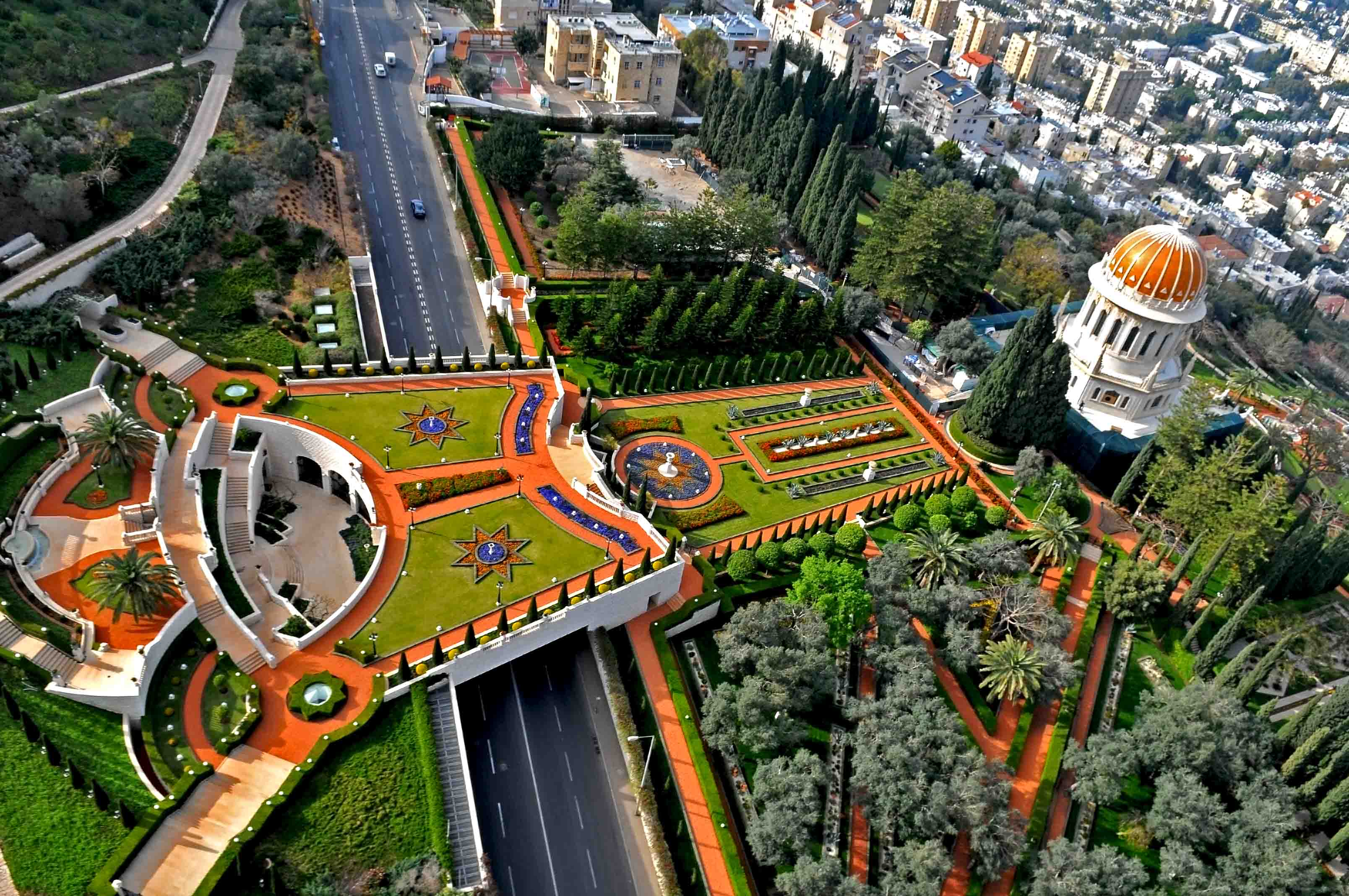
Вид з повітря на терасу моста за Храмом Баба
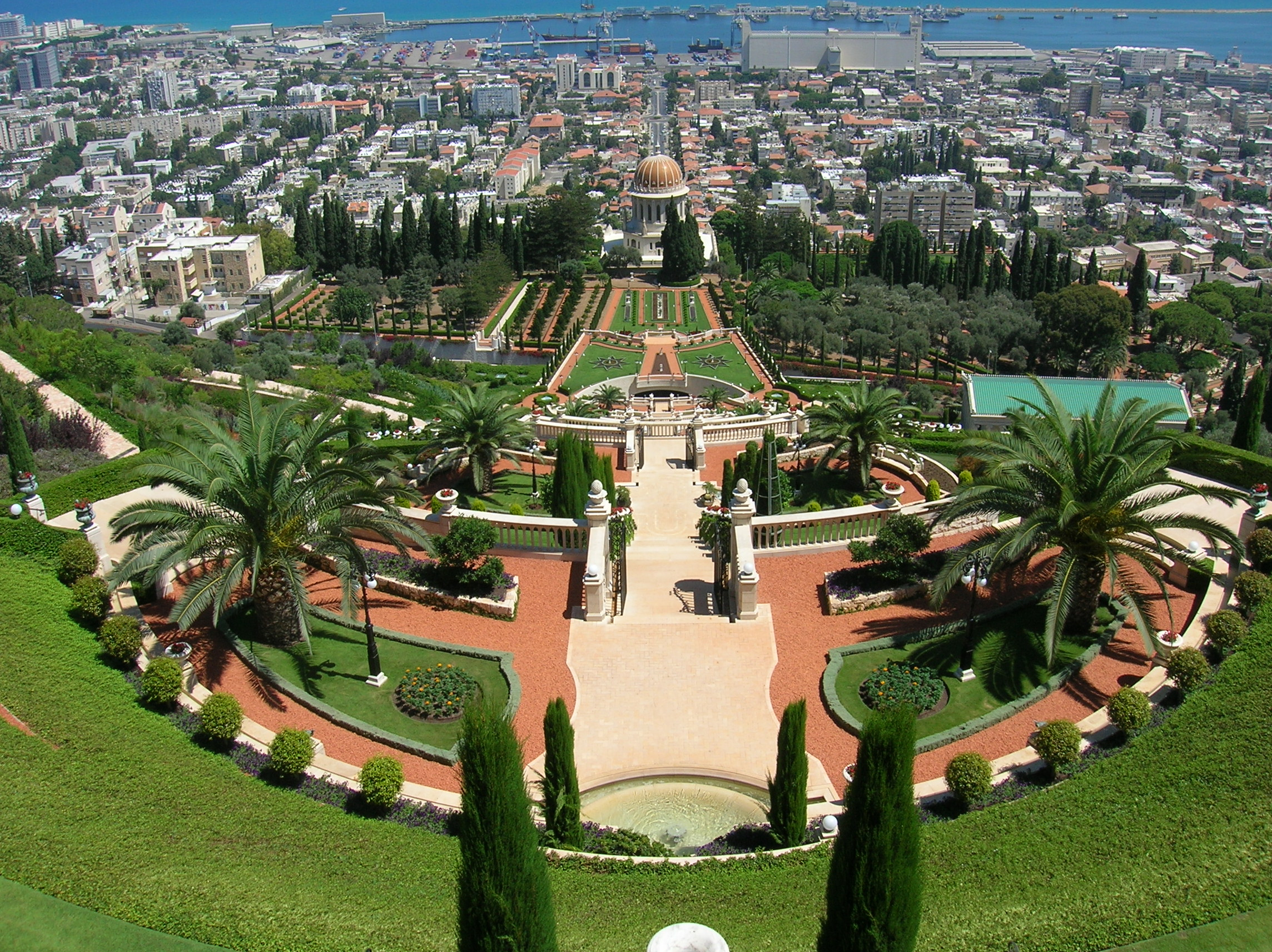
Вид на верхні тераси
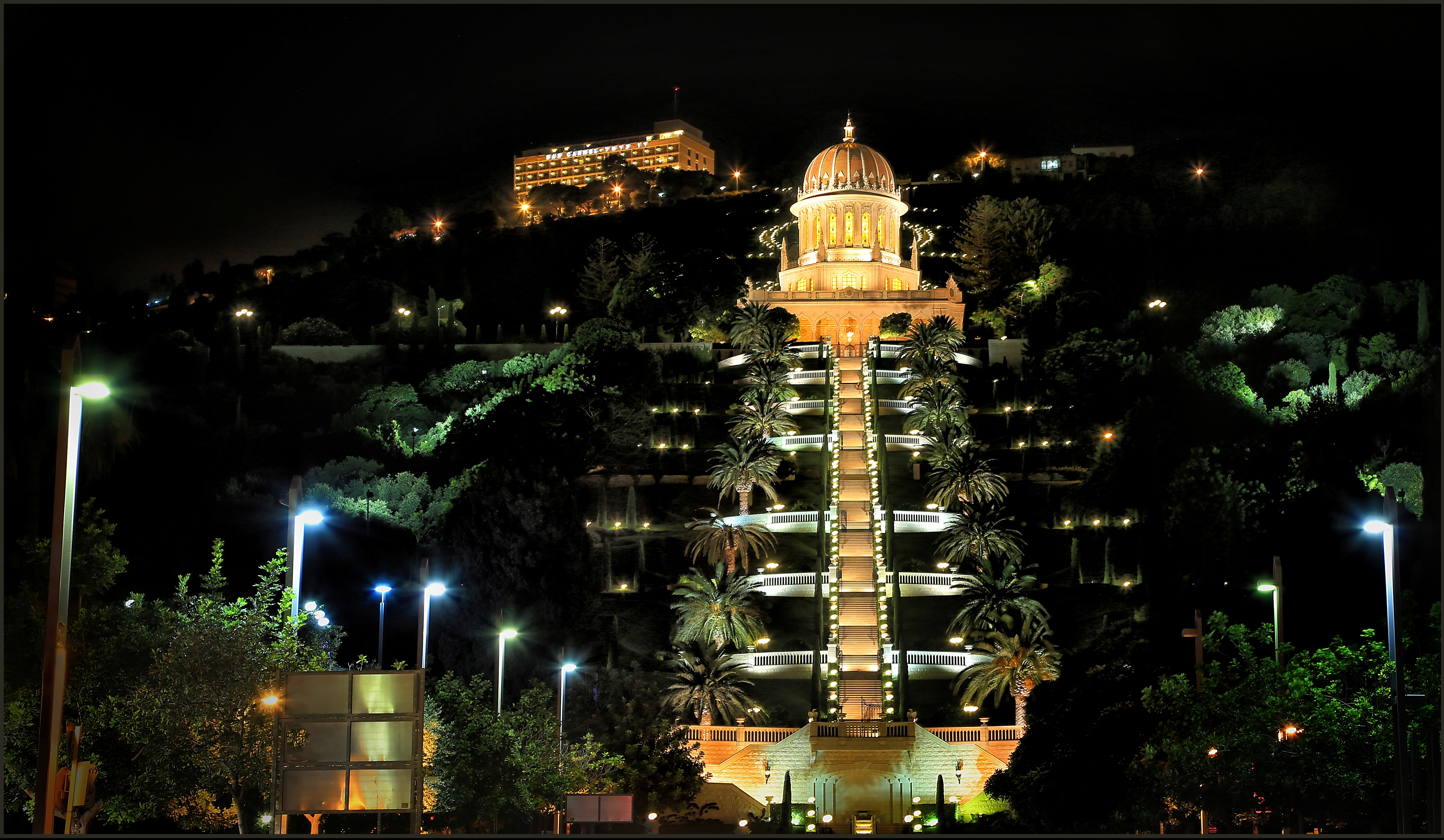
Сади в нічний час